# چیویداته ال پیانو
چیویداته ال پیانو (به ایتالیایی: Cividate al Piano) یک کومونه در ایتالیا است که در استان برگامو واقع شده‌است. چیویداته ال پیانو ۹ کیلومتر مربع مساحت و ۵٬۲۱۷ نفر جمعیت دارد و ۱۴۷ متر بالاتر از سطح دریا واقع شده‌است.